# 1-Aminociklopropan-1-karboksilatna deaminaza
1-Aminociklopropan-1-karboksilatna deaminaza (EC 3.5.99.7, 1-aminociklopropan-1-karboksilatna endolijaza (deaminacija)) je enzim sa sistematskim imenom 1-aminociklopropan-1-karboksilat aminohidrolaza (izomerizacija). Ovaj enzim katalizuje sledeću hemijsku reakciju
1-aminociklopropan-1-karboksilat + H2O {\displaystyle \rightleftharpoons } 2-oksobutanoat + NH3
Ovaj piridoksal 5'-fosfatni enzim je korišćen da se sazrevanje voća učini zavisnim od eksterno dodatog etilena, jer on uklanja supstrat za endogeno formiranje etilena.

## Literatura
- Nicholas C. Price; Lewis Stevens (1999). Fundamentals of Enzymology: The Cell and Molecular Biology of Catalytic Proteins (Third изд.). USA: Oxford University Press. ISBN 019850229X.
- Eric J. Toone (2006). Advances in Enzymology and Related Areas of Molecular Biology, Protein Evolution (Volume 75 изд.). Wiley-Interscience. ISBN 0471205036.
- Branden C; Tooze J. Introduction to Protein Structure. New York, NY: Garland Publishing. ISBN 0-8153-2305-0.
- Irwin H. Segel. Enzyme Kinetics: Behavior and Analysis of Rapid Equilibrium and Steady-State Enzyme Systems (Book 44 изд.). Wiley Classics Library. ISBN 0471303097.

## Spoljašnje veze
- 1-aminocyclopropane-1-carboxylate+deaminase на 